# Hélène Masson-Maret
Pour les articles homonymes, voir Maret et Masson.
Hélène Masson-Maret, née le 4 avril 1947 à Nice[réf. nécessaire] (Alpes-Maritimes), est une femme politique française. Universitaire de profession, elle est sénatrice UMP des Alpes-Maritimes du 7 février 2013 au 30 septembre 2014.

## Biographie

### Origines et vie privée
Née dans une famille engagée politiquement, elle « baigne » dans la sphère du politique dès le plus jeune âge. Son père, Jean Maret, avocat de profession et membre du Centre républicain, est maire de Vence de 1959 à 1983, et conseiller général de 1966 à 1976. Sa mère, Lucette Maret née Mingalon, était également avocate[réf. nécessaire].  
Elle se marie le 2 juillet 1966 avec Jean-Louis Masson, alors jeune chirurgien[réf. nécessaire]. De son mariage naissent deux enfants : Alexandra et Thibauld, tous deux avocats[réf. nécessaire]. L'ancien mari de sa fille, Olivier Bettati, a été conseiller général et maire adjoint de Nice.

### Parcours professionnel
Hélène Masson-Maret possède un doctorat de psychologie. Sa thèse de troisième cycle, soutenue à l'université de Nice en 1984, traite de la psychologie des Corses insulaires et s'intitule La Corse insulaire : Contribution à la psychologie des peuples à travers l'étude d'un groupe ethnique. Elle publie un ouvrage sur le même thème en 1991. Elle obtient en 1990 l'habilitation à diriger des recherches (HDR) à la suite d'une thèse soutenue à l'université Nice Sophia Antipolis axée sur les changements d’attitude et de comportement et la prévention du sida[réf. nécessaire].
En 1992, elle devient maître de conférences en psychologie, psychologie clinique, psychologie sociale à l'université de Provence Aix-Marseille I[réf. nécessaire], puis en 2002 professeur des universités dans le même domaine de spécialisation à l'université Lumière Lyon 2,. Pendant toutes ses années d'enseignant-chercheur, elle restera membre du laboratoire de psychologie quantitative et expérimentale à l'université Nice Sophia Antipolis (1998-2007) et membre du laboratoire de psychologie cognitive et sociale toujours à l'université Nice-Sophia-Antipolis (2002-2012)[réf. nécessaire]. En 2012, elle acquiert le statut de professeur émérite[réf. nécessaire]. 
Ses travaux s'orientent autour de trois axes principaux : la psychologie du travail et des organisations, le management, le stress et le harcèlement moral, mais aussi les stratégies de communication et les changements de comportement en matière de prévention (SIDA, alcoolisme, tabagisme, etc.), l'engagement féminin et enfin les rôles professionnels hommes/femmes. Plus d'une trentaine de publications et d'interventions sont à mettre à son actif dans des revues scientifiques spécialisées (Journal of Managerial Psychology, Les Cahiers internationaux de Psychologie sociale, European Journal of Social Psychology, etc.).
Elle a été membre du comité de rédaction du journal Médecine et Bien-être pendant de nombreuses années[réf. nécessaire]. Elle a également été membre de clubs services dont le club Soroptimist de la ville de Cannes (1975), ainsi que le Lions Clubs Nice 2000 comme membre-fondateur depuis sa création, en 2001[réf. nécessaire].

### Parcours politique
Elle adhère au RPR au début des années 1990 puis à l’UMP lors de la fondation du parti en 2002[réf. nécessaire]. Lors des élections municipales de 2001 et de 2008, elle est élue au conseil municipal de Grasse sur la liste de Jean-Pierre Leleux (DL puis UMP) qui la nomme adjointe. En 2002, elle devient présidente de la commission communication du syndicat intercommunal de traitement des déchets du secteur Cannes-Grasse (SIVADES), poste qu'elle occupe toujours aujourd'hui. La même année, elle est élue conseillère communautaire de la communauté d'agglomération Pôle Azur Provence. Elle est actuellement déléguée suppléante pour la ville de Grasse au sein de cette assemblée communautaire.
Peu après les élections sénatoriales de 2008, Jean-Pierre Leleux, tête de la liste UMP lors de ces élections dans les Alpes-Maritimes, lui retire sa délégation d'ajointe au patrimoine vernaculaire et à l'esthétique urbaine, estimant qu'elle a enfreint les « règles non-écrites de la confiance, de la solidarité et de la loyauté » en ayant figuré sur une liste concurrente. Néanmoins, le conseil municipal de la ville la maintient dans ses fonctions d'adjointe. Elle devient en 2010 cinquième adjointe au maire, déléguée aux espaces verts.
Lors des élections sénatoriales de 2008 dans les Alpes-Maritimes, elle figure en seconde position sur la liste divers droite intitulée « Mer et Montagne 06 » et conduite par René Vestri. La liste recueille 18,35 % des suffrages exprimés et un élu. Hélène Masson-Maret intègre le Sénat à la suite du décès de René Vestri, survenu le 6 février 2013, et rejoint le groupe UMP,.

## Publications
- Contribution à la psychologie des peuples à travers l'étude d'un groupe ethnique : Les Corses insulaires, Nice, Université de Nice (thèse de troisième cycle en psychologie) (OCLC 490689121) [Extrait]
- « Le caractère corse : Une recherche en psychologie ethnique, la personnalité », Revue internationale d'étude de la personnalité, 13 p. 27-42 (1986)
- La personnalité corse : étude ethnopsychologique, Ajaccio, La Marge Édition, 1991, 219 p.  (ISBN 978-2-86523-080-8)
- « Les femmes et leur corps. Psychopathologie de l'image du corps », Psychologie médicale, 23, p. 129-133. (1991)
- « Une recherche expérimentale appliquée à la prévention du SIDA en milieu scolaire », Les Cahiers internationaux de psychologie sociale, 13, p. 11-22 (1992)
- « Le travail au féminin: un changement qualitatif pour tous », Le journal des psychologues no 109. p. 15-18. (1993)
- « Stratégies d'influence et prévention du SIDA », Bulletin de psychologie, no 417, p. 601-608 (1994)
- « Divulgation de l'opinion d'autrui : information ou pression à la conformité ? Une recherche expérimentale à propos de la prévention du SIDA », Bulletin de psychologie, no 421, p. 672-680. (1995)
- (en) « Dual-strategies applied to AIDS prevention: influence on attitudes », Journal of Applied Social Psychology, 18, p. 1627-1642. (1996)
- « Évaluation sociale et différence des sexes : une étude socio-normative au sein d'une organisation administrative », Revue internationale de psychologie Sociale, 2, p. 49-62. (1997)
- « Influence de messages neutre, positif ou négatif relatifs à une organisation sur le sentiment d'appartenance: une étude expérimental », Psychologie du travail et des organisations, 3, 2-4, p. 207-219  (1998)
- « Le travail des femmes, miroir du progrès social », Le journal des psychologues, no 153, p. 62-65 (1998)
- (en) « Men's and women's attributions of male and female traits to the ingroup and outgroup », European Journal of Social Psychology, 29, p. 551-556  (1999)
- « Une approche normative des stéréotypes masculin et féminin », Cahiers internationaux de psychologie sociale, 45, p. 29-47. (2000)
- « Climat de justice et harcèlement moral : Perspectives théoriques et outils de diagnostic », Psychologie du travail et des organisations. no 1 (2004)
- « Les normes de jugements dans l'évaluation des managers », Nouvelle revue de psychologie sociale, no 4 (2005)